# Le Père éternel bénissant avec les saints Roch et Romain
Le Père éternel bénissant avec les saints Roch et Romain  (en italien : Padre Eterno con i santi Rocco e Romano) est une fresque du Pérugin, datant de 1477-1478 environ, conservée à la Pinacothèque communale de Deruta dans la province de Pérouse (Ombrie).

## Histoire
L'œuvre qui remonte au premier retour du maître en Ombrie après son séjour dans l'atelier d'Andrea del Verrocchio à Florence a été initialement réalisée dans l'église San Francesco de Deruta.
À sa base figure une inscription avec la date d'exécution partiellement endommagée qui pourrait  être 1477 ou 1478 : 
car l'œuvre est effectivement rattachée à un ex-voto pour la fin de l'épidémie de peste de 1476 et est similaire aux gonfanons contra pestem ombriens.
Recouverte en 1846 par l'accrochage d'un retable, elle fut remise au jour en  1955, puis détachée de son support et transférée en  1975 dans les collections de la ville.

## Thème
Dans l'iconographie chrétienne la représentation de Dieu le Père obéit à certaines règles : il lève la main droite en signe de bénédiction, il peut tenir la sphère représentant le monde, il se tient dans des cieux inatteignables symbolisés par une mandorle. Il se doit d'être représenté dans toutes peintures, dans le registre haut de la composition dominant et bénissant le monde terrestre et les intercesseurs.
Ces intercesseurs, des figures saintes, sont reconnaissables à leurs attributs : ici saint Roch à son bourdon de pèlerin et au bubon, stigmate de la peste qui le frappe, le livre, sur lequel il pose le pied, significatif des études qu'il a suivies.
Saint Romain martyr est invoqué également comme saint thaumaturge, car compagnon de saint Sébastien, saint protecteur de la peste.
Ce registre terrestre peut comporter des éléments permettant de reconnaître des lieux familiers aux commanditaires ou spectateurs dévots même en idéalisant les références sacrées. Les figures d'intercesseurs seront celles des protecteurs du ou des commanditaires.

## Description
Sur fond de tenture rouge, les saints Romain et Roch se tiennent debout placés sur un dallage perspectif à losanges. Saint Romain, à gauche, tient un bâton et   regarde vers sa gauche ; saint Roch tient une lance et dévoile sa blessure à la cuisse et regarde vers le spectateur. Le Père Éternel apparaît dans une mandorle rouge en haut  de la composition  et donne sa bénédiction, regardant vers le bas où se trouve, en dessous de deux registres inscrits, la  vue d'une ville qu'on doit reconnaître à ses édifices.

## Analyse
L'œuvre reprend des éléments de L'Adoration des mages, comme la tête de saint Roch similaire à celle de Balthazar, ainsi que des tablettes de saint Bernardin comme Le Miracle de l'enfant mort-né avec les motifs du pavement en perspective de carrés et de losanges.
Saint Romain martyr, protecteur de la peste est également représenté comme les habituelles postures des Saint Sébastien : tête penchée, yeux au ciel.
Le style est caractérisé par  une dureté expressive, une probable conséquence du manque d'expérience de l'artiste dans la technique de la fresque et qui s'inspire des manières de Verrocchio et d'Antonio Pollaiolo.
L'œuvre est un des premiers témoignages connus qui font apparaître les premières utilisations  d'une « délicate langueur » présente dans la figure de saint Romain, qui regarde vers le haut en faisant de sa main gauche un geste théâtral, témoignage d'une stupeur modérée. Attitude que l'on retrouve par la suite dans grand nombre d'œuvres du Pérugin.
La ville représentée est vraisemblablement Deruta avec l'église San Francesco et le campanile gothique.

## Sources
- (it) Cet article est partiellement ou en totalité issu de l’article de Wikipédia en italien intitulé « Padre Eterno con i santi Rocco e Romano » (voir la liste des auteurs).